# Сморякова, Тамара Николаевна
Тамара Николаевна Сморякова (20 апреля 1944) — советская и российская оперная певица (сопрано), педагог, профессор и доктор искусствоведения Академии русской словесности и изящных искусств им Г. Р. Державина.

## Биография
Оперная и джазовая певица, исполнительница партий сопрано, пела на 15 языках, занималась переводами впервые исполняемых в России произведений и читала их перед исполнением.  В течение профессиональной карьеры сотрудничала с целой плеядой выдающихся композиторов и дирижеров: Кириллом Кондрашиным, Арвидом и Марисом Янсонс, Евгением Светлановым, Борисом Тищенко, Борисом Араповым, Георгием Свиридовым, Э.Денисовым, Игорем Блажковым, Владиславом Успенским, Геннадием Рождественским. Серьезную роль сыграла работа с выдающимися пианистками: Е. Шафран, С. Вакман, Т. Ворониной, Н. Ярмоленко. Многие из произведений, исполненные Тамарой Сморяковой, являлись премьерными.
Лауреат конкурсов-фестивалей современной музыки, член Союзов концертных и театральных деятелей. Обладатель медалей «Патриоту России», «За воспитание, обучение, просвещение» Международного сообщества писательских союзов. Член жюри международных конкурсов, заведующая отделом драматического и эстрадного пения кафедры вокала Российского государственного института сценических искусств (до 2016). С сентября 2016 г. — педагог Санкт-Петербургского гуманитарного университета профсоюзов
Среди учеников Тамары Николаевны такие известные исполнители как Альберт Асадуллин, Антон Авдеев, Агата Вавилова, Олег Погудин, Анастасия Яковлева, финалист 3 сезона шоу «Голос. Дети» Азер Насибов.

### Избранные труды
- Сморякова Т. Н.  Эстрадно-джазовый вокальный тренинг. Учебное пособие — СПб. [и др.] : Планета музыки, 2014. — 40с.
- Сморякова Т. Н. Полный эстрадно-джазовый вокальный тренинг. Учебное пособие — СПб.: Планета музыки, 2019. — 56 с.

## Фильмография

### Участие в фильмах
- 1986 — Война с саламандрами (фильм-спектакль)